# Резолюция Совета Безопасности ООН 1061
Резолюция Совета Безопасности Организации Объединённых Наций 1061 (код — S/RES/1061), принятая 14 июня 1996 года, отозвав все резолюции по ситуации в Таджикистане и таджикско-афганской границе, Совет Безопасности ООН продлил мандат Миссии наблюдателей ООН в Таджикистане (МНООНТ) до 15 декабря 1996 года и рассмотрел усилия по прекращению конфликта в стране.
Была выражена обеспокоенность по поводу ухудшения ситуации в Таджикистане, и Совет Безопасности подчеркнул необходимость того, чтобы заинтересованные стороны соблюдали свои соглашения. Ситуация может быть разрешена только политическими средствами между правительством Таджикистана и Объединённой таджикской оппозицией, и именно на них лежит основная ответственность за это. В резолюции также подчеркивается неприемлемость враждебных действий на границе с Афганистаном.
Стороны призвали прекратить боевые действия и соблюдать Тегеранское соглашение, настоятельно призвав продлить режим прекращения огня в ходе межтаджикских переговоров. Мандат МНООНТ был продлен до 15 декабря 1996 года при условии, что Тегеранское соглашение и прекращение огня останутся в силе. Роль ООН в стране будет пересмотрена, если не будет перспектив для достижения мира в течение срока действия мандата.
Каждые три месяца Генеральному секретарю ООН предлагалось представлять доклад о выполнении Тегеранского соглашения, а также о прогрессе и деятельности МНООНТ. Наконец, ко всем странам был обращен призыв оказывать гуманитарную помощь Таджикистану через добровольный фонд, созданный в Резолюции 968 (1994).